# Politique de l'enfant unique

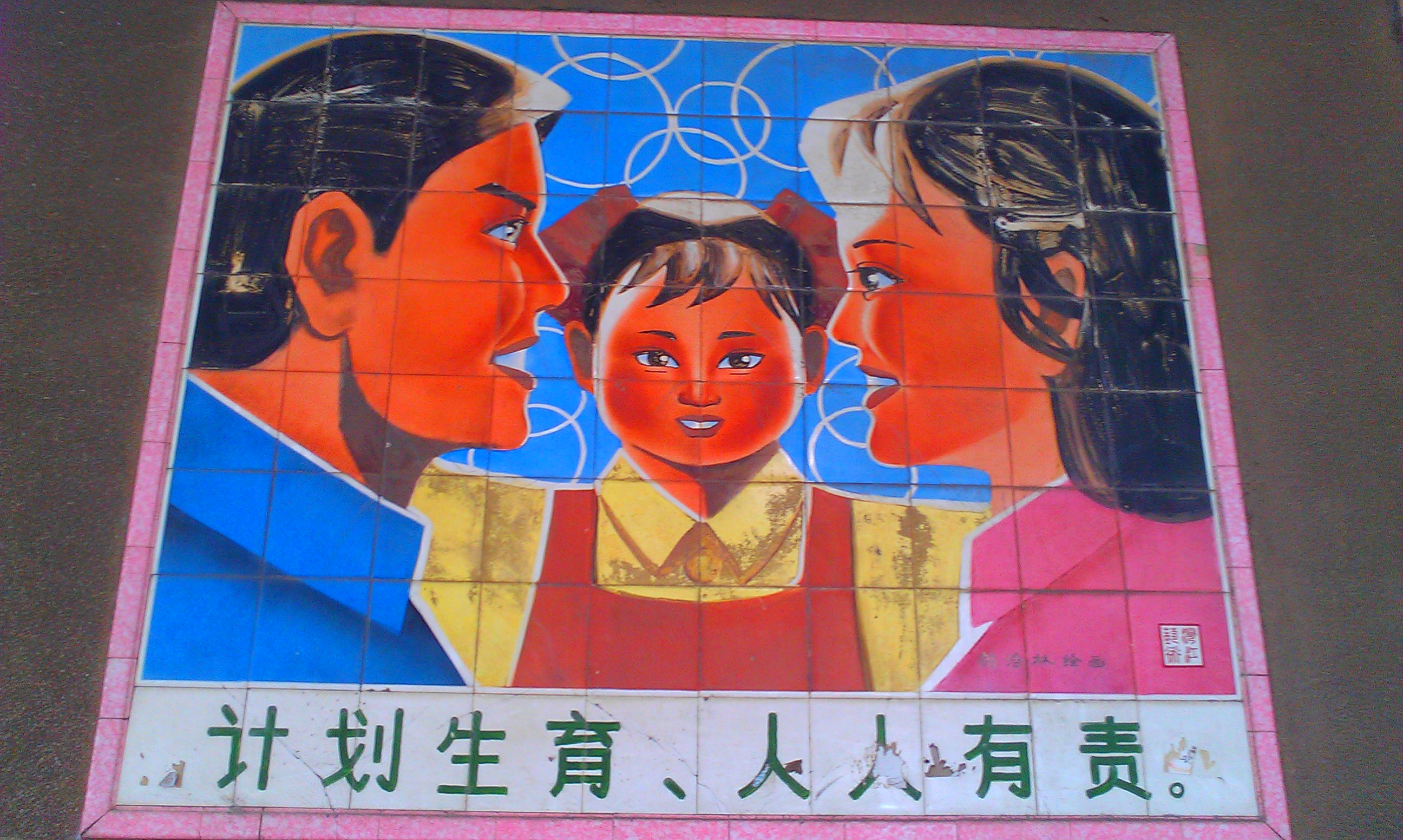
Affiche de propagande dans la province du Guangdong promouvant l'idée d'une famille nucléaire avec un seul enfant.

La politique de l'enfant unique (en chinois : 一孩政策, yī hái zhèngcè) est une politique publique ayant pour but la régulation des naissances. Elle est mise en œuvre par la république populaire de Chine de 1979 à 2015.
Destinée à éviter la surpopulation du pays, elle se manifeste essentiellement par la pénalisation des parents de plus d'un enfant, mais aussi par la réalisation d'avortements et de stérilisations par la force.
Assouplie pour les familles paysannes dans les années 1980, elle introduit en 2013 une nouvelle exception pour les couples dont l'un des membres est lui-même un enfant unique, puis est remplacée à partir du 1er janvier 2016 par une politique fixant le nombre maximal d'enfants à deux par famille. En 2021, l'assouplissement est porté à trois enfants par famille. En juillet 2022, le gouvernement annonce que les pénalités au-delà de trois enfants sont supprimées.

## Historique

### Politique de contrôle naissances

Démographie chinoise depuis 1950.

Afin de contrôler la démographie du pays, le gouvernement de la république populaire de Chine a lancé deux politiques majeures de régulation des naissances : la politique du « wan-xi-shao » (chinois : 晚稀少 ; pinyin : wǎn xī shǎo ; litt. « mariage tardif, naissances peu rapprochées et peu nombreuses »), lancée au début des années 1970 et la politique de l'enfant unique, mise en application en 1979.
La loi chinoise limite notamment les mariages en imposant un âge minimal de mariage, de 22 ans pour les hommes et de 20 ans pour les femmes. En parallèle les mères célibataires sont pénalisées.
Les minorités ethniques (à l'exception des Zhuang, la plus importante minorité ethnique de Chine) ne sont pas concernées.
La mise en place de la « politique de l'enfant unique » est difficile à justifier sur un plan purement démographique. En effet, la fécondité chinoise a fortement chuté entre 1970 et 1978, passant de 5,75 à 2,75 enfants par femme, ce qui montre que la politique démographique précédente (wan-xi-shao), moins autoritaire, donnait déjà des fruits.

### Origine de la politique de l'enfant unique
L'origine de cette politique fait débat. Certains, dont Susanne Greenhalgh, sont d'avis qu'elle trouve ses racines dans la peur malthusianiste d'une surpopulation. D'autres auteurs, notamment Pascal Rocha da Silva, avancent l'hypothèse que la politique ait eu avant tout une motivation économique. En effet, elle est mise en place par Deng Xiaoping concomitamment avec les Quatre Modernisations. Celles-ci indiquent que la nouvelle légitimité de l'État chinois se trouve non plus dans le dogme mais dans l'amélioration concrète du niveau de vie. Limiter drastiquement le nombre d'enfants permet d'allouer les maigres ressources de l'État plus pleinement à la croissance économique. En 1995, l'État indique que tel est le but de la politique en ces termes : « le planning familial doit servir et être subordonné à la tâche centrale du développement économique ». Une raison secondaire est que les Quatre Modernisations vont entraîner, de manière prévisible, une baisse de la supervision étatique des campagnes : il n'est dès lors plus possible de poursuivre la politique de wan-xi-shao, qui repose sur la structure de la période maoïste (qui permet de surveiller chacun en tout temps).

### Mise en œuvre

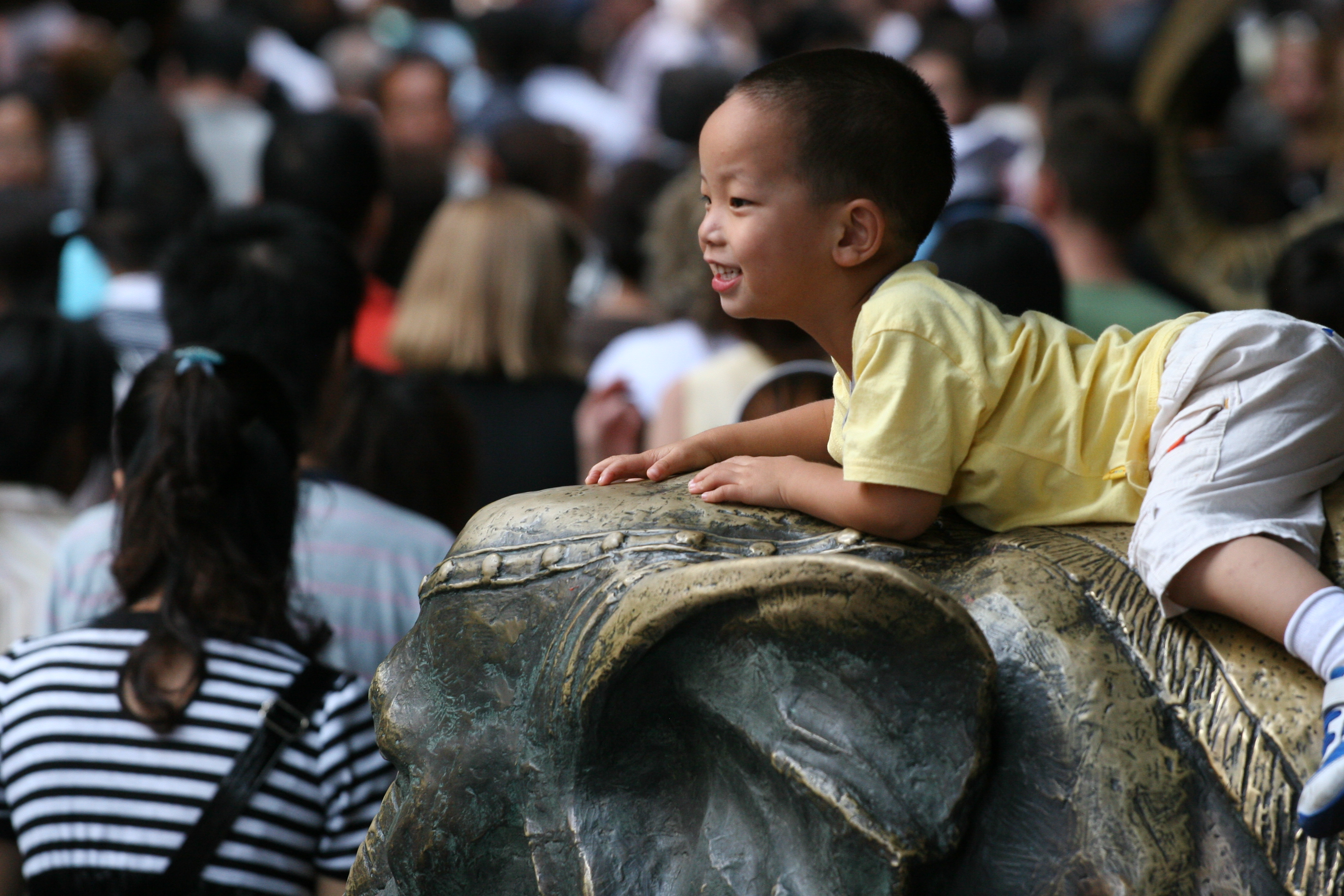
Un enfant à Shanghai, en 2007.

Elle s'appuie sur des méthodes autoritaires dans les années 1980, ainsi, les parents ayant plus d'un enfant doivent payer des amendes et sont privés de toute aide sociale (à l'inverse, ceux qui n'ont qu'un enfant bénéficient de primes et d'avantages sociaux : crèches, logements ou transports), l'avortement et la contraception sont facilités, voire imposés. Ces mesures coercitives entraînent des résistances inégalement réparties dans le territoire chinois.
En 1984, face au constat que la politique est insupportable pour les paysans, l'État publie le document 7 qui autorise certaines familles rurales à avoir un second enfant dans certains cas. Cette préférence pour les garçons découle surtout du simple fait que les assurances sociales (et notamment vieillesse) sont quasi inexistantes à la campagne. Lors du mariage, l'épouse entre dans la famille de son mari et s'occupera de ses beaux-parents et non pas de ses parents biologiques.

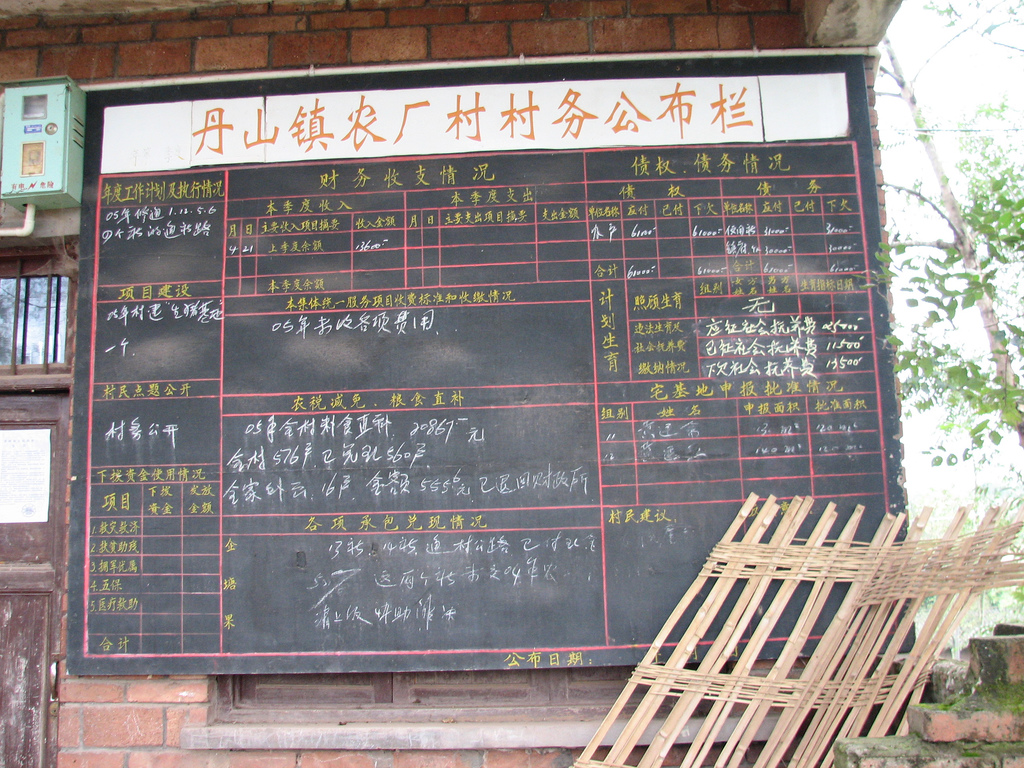
Un bulletin d'information dans le village de Nongchang dans la province du Sichuan en septembre 2005 : 25000 yuans sont dus au titre de « taxe de compensation sociale », 11500 ont été collectés et 13500 restent à payer.

À partir de 2002, le versement d'une somme de 510 euros (5 000 yuans, à rapporter au salaire moyen urbain de 1 200 yuans) permet la naissance légale d'un deuxième enfant. Dans le cas de naissances illégales, des pénalités sont prévues : amendes et non-délivrance du hukou, petit livret permettant, entre autres, la gratuité des transports, scolarité, etc.

### Fin de la limite à un enfant
Le 15 novembre 2013, l'agence Chine nouvelle annonce que le plénum du Comité central a décidé d'assouplir progressivement sa politique de l'enfant unique : alors que jusqu'ici les Chinois n'étaient autorisés à avoir un deuxième enfant que s'ils vivaient à la campagne et que leur premier nourrisson était une fille ou lorsque les deux parents étaient enfants uniques, désormais les couples qui ne comptent qu'un seul parent enfant unique pourront avoir deux enfants. La politique des naissances sera ajustée et améliorée progressivement pour promouvoir « l'accroissement équilibré à long terme de la population de la Chine », a indiqué l'agence qui parle d'une « réforme majeure ».
Le 29 octobre 2015, lors du 5e plénum du Comité central du Parti communiste chinois, un nouvel assouplissement de cette politique est annoncé : tous les couples seront autorisés à avoir deux enfants à partir du 1er janvier 2016. Il n'est pas certain que cette décision amène les familles chinoises à opter pour un deuxième enfant. En effet, en 2013, l'assouplissement précédent n'avait pas donné les résultats escomptés puisque, sur 11 millions de couples potentiellement concernés par la réforme, seuls 700 000 d'entre eux avaient demandé l'autorisation d'avoir un deuxième enfant un an et demi plus tard (et 620 000 l'ont obtenue),, bien loin des deux millions attendus par les autorités. « Dans cette Chine devenue hyper-matérialiste, l'enfant est souvent perçu comme une charge susceptible de gêner les parents dans le déroulement de leur carrière et d'entraîner des coûts tels que beaucoup préfèrent renoncer ».
Le 31 mai 2021, « pour faire face à la forte baisse du taux de natalité et au vieillissement de la population dans le pays », la Chine annonce porter la limite à trois enfants par famille,. La mesure est formellement adoptée le 20 aout 2022,.
En juillet 2022, le gouvernement annonce que les pénalités au-delà de trois enfants sont supprimées. La limite n'est toutefois pas formellement supprimée.

## Conséquences

### Stérilisation et avortement
En république populaire de Chine, 13 millions d'avortements étaient réalisés chaque année avant 2009, et plus de 70 % des femmes déclaraient souhaiter plus d'un enfant, dans le cadre d'une enquête conduite par le planning familial chinois en 2006.
La politique de l'enfant unique a conduit à des stérilisations et des avortements forcés. L'avocat Chen Guangcheng a défendu la cause de femmes forcées à être stérilisées ou à avorter, parfois à quelques jours de l'accouchement.
Le respect des quotas ayant une incidence politique sur les responsables des cantons, certaines exactions auraient été observées dans ce sens au Tibet, entraînant là aussi des stérilisations et avortements forcés. En 2005, la Commission nationale de la population et du planning familial reconnait l'existence de nombreux cas d'avortements et de stérilisations forcées dans la province du Shandong ; des villageois qui essayaient de protéger leurs familles ont par ailleurs été battus à mort. Ces exactions faisaient suite à des reproches adressés à des responsables locaux à propos d'une natalité jugée trop importante.
D'autre part, après une échographie pour déterminer le sexe de l'enfant, certaines familles choisissent d'avorter quand il s'agit d'une fille. D'après Isabelle Attané, ces avortements ciblés « seraient responsables de l'élimination de 500 000 à 600 000 filles chaque année ».

### Effet sur le taux de fécondité

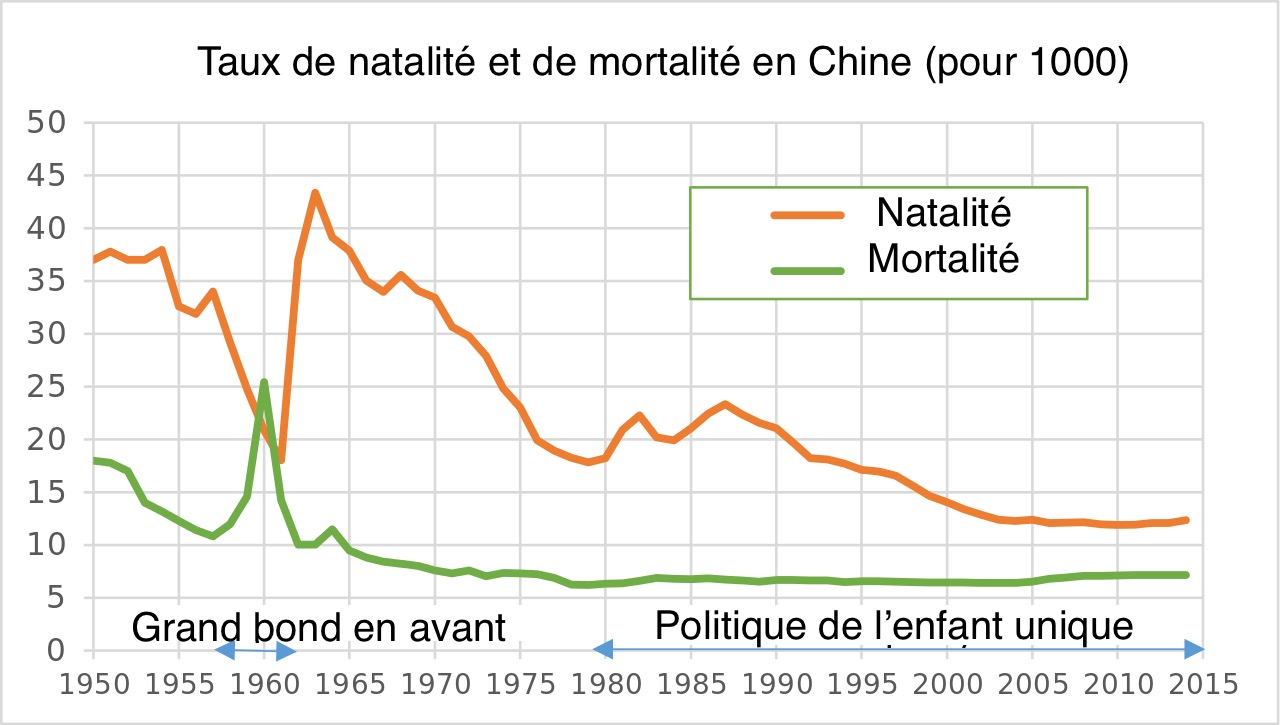
Taux de natalité et de mortalité en Chine entre 1950 et 2015.

Dans les années qui suivent la mise en œuvre de la politique de l'enfant unique, le taux de fécondité en Chine, en baisse continue et prononcée au cours des années précédentes, rebondit légèrement, avant de reprendre sa tendance à la baisse quelques années plus tard. Ce constat a conduit plusieurs démographes à remettre en cause l'idée que cette politique ait eu un effet sensible sur la croissance de la population chinoise,.
En raison d'une fécondité particulièrement élevée lors des années pro-natalistes, la densité du nombre de femmes en âge de procréer progresse jusqu'au début des années 1990 et la natalité demeure donc très élevée pendant plusieurs décennies après la mise en application de la politique de l'enfant unique.
Le 6 mars 2008, Zhang Weiqing, responsable de la Commission nationale de la population et du planning familial, affirme dans une interview accordée au site web du gouvernement chinois que la politique de l'enfant unique aurait permis d'éviter quatre cents millions de naissances en un peu plus de trente ans.

### Enfants cachés
Un nombre inconnu d'« enfants noirs » — ou enfants cachés par les familles par peur de représailles — existe en RPC, privés d'école, de soins médicaux ou d'emploi déclaré, sans acte de naissance ni papiers d'identité (notamment le hukou) ; la plupart des études officielles, s'appuyant sur le recensement de 2010, font état de 13 millions d'« enfants noirs »,.

### Déficit de femmes

#### Infanticides et abandon des bébés de sexe féminin
Des infanticides et des abandons de filles à la naissance, par des parents désireux que leur unique enfant soit un garçon, ont été rapportés. La tradition chinoise veut en effet « qu'une fille soit « perdue » pour ses parents biologiques au moment de son mariage. Entièrement dévouée à sa belle-famille, elle ne doit plus rien à ses propres parents, pas même l'obligation de s'en occuper une fois âgés ». Par ailleurs, la Chine est un pays de culture essentiellement patrilinéaire, et la lignée familiale y revêt une grande importance. La perception des filles s'est toutefois améliorée au fur et à mesure qu'elles devenaient plus rares.

#### Déséquilibre garçons-filles

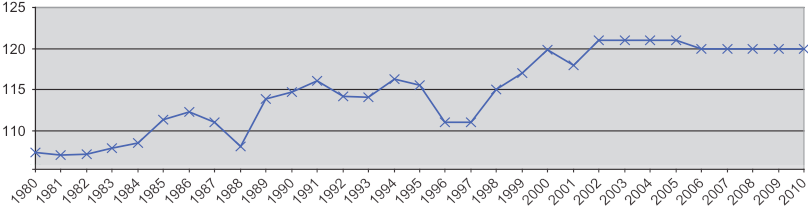
Ratio du nombre d'hommes pour 100 femmes.

La politique de l'enfant unique a engendré un fort déséquilibre hommes-femmes à la naissance. Le rapport de masculinité à la naissance était inférieur à 107 garçons pour 100 filles jusqu'à l'entrée en vigueur de la politique de l'enfant unique. Il augmente ensuite progressivement pour atteindre un maximum égal à 117,8 garçons pour 100 filles en 2004, 2005 et 2006. Depuis ce point haut, il est redescendu et s'établissait à 111,8 garçons pour 100 filles en 2021,. Outre les infanticides, ce déséquilibre est le résultat d'avortements sélectifs.

#### Trafic d'êtres humains
Ce déséquilibre entre les sexes a pour conséquence la mise en place d'une traite des êtres humains, notamment dans le cadre de la prostitution en république populaire de Chine. Les femmes de ces réseaux viennent notamment de pays d'Asie du Sud-Est. Ainsi, en 2002, un homme a été condamné à mort pour avoir enlevé puis vendu une centaine de femmes à des Chinois célibataires dans la province du Guangxi. Dans la province du Yunnan des dizaines de femmes ont pu être libérées avant d'être vendues à des réseaux mafieux de la prostitution. Elles étaient destinées à alimenter les lieux de prostitution comme esclaves sexuelles dans les centres urbains de l'Asie du Sud-Est. D'autres femmes devaient rejoindre Taïwan afin de s'y marier.
Le chef adjoint des services d'enquêtes sur les crimes indique qu'entre 30 000 et 60 000 enfants disparaissent chaque année en Chine sans pouvoir indiquer toutefois le pourcentage attribué au trafic humain.

### Vieillissement de la population
Malgré l’assouplissement de la politique de l’enfant unique (dans les années 1980, puis en 2013, 2016 et 2021), le taux de natalité reste en dessous du seuil de renouvellement de la population. Le vieillissement de la population chinoise est aussi une des conséquences de cette politique. Il se traduit par une baisse de la part de la population en âge de travailler (15–59 ans) dans la population totale, passée de 70 % en 2011 à 65 % en 2018,,,.